# Honor (zespół muzyczny)
Honor – polska grupa muzyczna, założona w 1989 roku przez przyjaciół ze Szczecinka i Gliwic, identyfikowana ze sceną RAC. Jeden z bardziej znanych przedstawicieli tego stylu w Polsce. Utwory zespołu nawiązują do patriotyzmu, nacjonalizmu, antykomunizmu, neopogaństwa. Grupa gloryfikuje nazizm i nawołuje do nienawiści na tle odmienności narodowej.

## Dyskografia
Dema, EP i splity
- Biały Front kaseta demo (1991)
- Cena Idei kaseta demo (1992)
- Raiders of Revenge (2000, split z Graveland)
- Na szubienicę / Sanhedryn (2001)

Albumy studyjne
- Urodzony Białym (1993)
- W dzień triumfu nad złem (1993)
- Stal zemsty (1994)
- Droga bez odwrotu (1995)
- Ogień ostatniej bitwy/The Fire of the Final Battle (1998/2003)
- W płomieniach wschodzącej siły/In the Flames of Rising Power (2000/2002)
- W dzień triumfu nad złem (remake, 2001)
- Urodzony Białym (remake, 2004)
- Biały Front – White Deluxe (remake, 2014)
- Impuls 89 (wersja kasetowa, 2016)
- Impuls 89 (wersja cd, 2017)

Albumy koncertowe
- Live Unplugged (2006)
- Live 20.01.1991 (2010)

Albumy kompilacyjne
- To Survive for Victory 1989-1999 Vol. 1 (1999)
- To Survive for Victory 1989-1999 Vol. 2 (1999)
- Dwadzieścia lat pod sztandarem orła 1989-2009 (2009)
- Urodzony w dzień triumfu (2011) – kompilacja kaset demo "Urodzony Białym" oraz "W dzień triumfu nad złem"

Kompilacje różnych wykonawców
- Oi! Dla Ojczyzny Vol. 1 (1994)
- Skinheads (1996)
- Day of the Rope Vol. 1 (2001)
- For All White Nationalists (2001)
- Głos Słowiańskiej Dumy vol. 1 (2002)